# Mariya Mijáilova
Mariya Mijáilova –en ruso, Мария Михайлова– (Ivánovo, 2004) es una deportista rusa que compite en gimnasia en la modalidad de trampolín. Ganó una medalla de bronce en el Campeonato Mundial de Gimnasia en Trampolín de 2021, en la prueba por equipo.

## Palmarés internacional
| Campeonato Mundial | Campeonato Mundial | Campeonato Mundial | Campeonato Mundial |
| Año                | Lugar              | Medalla            | Prueba             |
| ------------------ | ------------------ | ------------------ | ------------------ |
| 2021               | Bakú (Azerbaiyán)  | Medalla de bronce  | Equipo             |